# Warfield, Virginia
Warfield är en ort i Brunswick County i delstaten Virginia, USA.